# Marta Grau
Marta Grau Porta (Prats de Llusanés, 11 de diciembre de 1890-Blanes, 8 de octubre de 1992) fue una actriz española de cine y teatro que actuó desde la década de 1940 hasta la de 1970. También ejerció como pedagoga teatral.

## Biografía
Estudió declamación en el conservatorio de Madrid. En 1936 dirigió la compañía "La Farándula". Fue profesora de declamación en el Instituto del Teatro de Barcelona, hasta su jubilación en 1961, asignatura que también impartía en el Conservatorio Superior de Música del Liceo desde 1933. Tuvo como alumnos muchos actores y actrices de renombre como Asunción Balaguer, María Luisa Solá, Pau Garsaball, Ricard Palmerola, José Lifante, Aurora Bautista, Gabriel Llopart o Catalina Valls. La Diputación de Barcelona le concedió la Medalla del Instituto del Teatro en 1962.
Junto con el escenógrafo Artur Carbonell creó en 1953 la compañía de teatro denominada "Teatro del Arte".

## Filmografía completa
- Eran tres hermanas (1940)
- Julieta y Romeo (1940)
- Su excelencia el mayordomo (1942)
- Sangre en la nieve (1942)
- Mosquita en palacio (1942)
- La boda de Quinita Flores (1943)
- Altar mayor (1944)
- Aquel viejo molino (1946)
- Apartado de correos 1001 (1950)
- El pasado amenaza (1950)
- La forastera (1952)
- Lo que nunca muere (1955)
- El casco blanco (1959)
- Roma de mis amores (1960)
- Teresa de Jesús (1961)
- Carta a una mujer (1963)
- El castigador (1965)
- El rublo de dos caras (1968)
- El triangulito (1972)